# 茨城県道279号羽鳥停車場江戸線

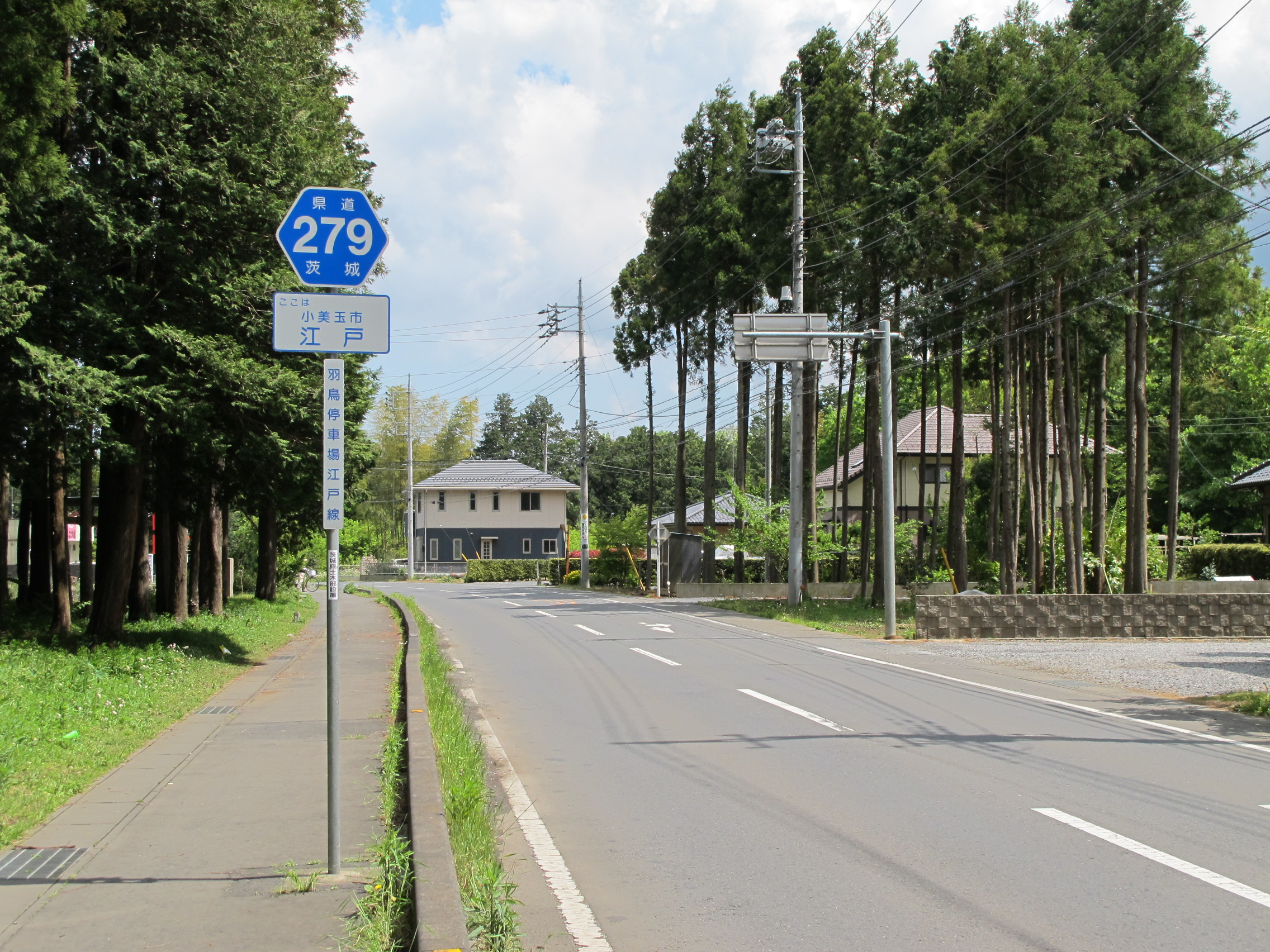
茨城県道279号羽鳥停車場江戸線
小美玉市江戸（2013年5月12日）

茨城県道279号羽鳥停車場江戸線（いばらきけんどう279ごう はとりていしゃじょうえどせん）は、茨城県小美玉市内にある東日本旅客鉄道（JR東日本）常磐線羽鳥駅から同市江戸に至る一般県道である。

## 概要
本路線は、JR常磐線羽鳥駅の西口から小美玉市江戸で主要地方道石岡城里線と接続する路線。小美玉市羽鳥の起点付近は他路線と重複し、羽鳥駅 - 東平交差点の約0.5キロメートル (km) 区間は、茨城県道278号竹ノ内羽鳥停車場線、国道355号と重用する。単独区間は、東平交差点の国道355号分岐より東へ向かい、JR常磐線踏切および常磐自動車道跨道橋を渡り、小美玉市江戸地内で茨城県道52号石岡城里線に接続する。

### 路線データ
- 起点：小美玉市羽鳥（羽鳥駅出口）
- 終点：小美玉市江戸（茨城県道52号石岡城里線交点、江戸十字路交差点）
- 総延長：4.318 km[1]
- 重用延長：0.235 km[1]
- 未供用延長：なし[1]
- 実延長：4.083 km[1]
- 自動車交通不能区間延長[注釈 1]：なし[1]

## 歴史
1968年（昭和42年）、新規一般県道として東茨城郡美野里町（現、小美玉市）大字羽鳥の羽鳥停車場を起点とし、東茨城郡美野里町大字江戸の県道石塚石岡線交点まで至る区間を茨城県が県道路線認定した。1995年（平成7年）に、整理番号変更により現在の整理番号279となり、現在に至る。

### 年表
- 1967年（昭和42年）7月13日
  - 町道が昇格し、県道羽鳥停車場江戸線として路線認定される[2]。
  - 道路区域を、東茨城郡美野里町大字羽鳥 羽鳥停車場 - 同町大字江戸 県道石塚石岡線交点（延長4.85 km）に指定し、供用開始[3]。
- 1983年（昭和58年）
  - 1月31日：東茨城郡美野里町大字江戸地内の一部区間（1.12 km）を2車線化改良工事の区域に指定[4]。
  - 9月1日：常磐自動車道建設に伴い、東茨城郡美野里町大字羽鳥 - 大字羽刈間に架かる跨道橋を供用開始[5]。
- 1995年（平成7年）3月30日：整理番号210から現在の番号（整理番号279）に変更される[6]。

## 重複区間
- 国道355号（小美玉市羽鳥・羽鳥駅入口交差点 - 同・東平交差点）
- 茨城県道278号竹ノ内羽鳥停車場線（小美玉市羽鳥・羽鳥駅入口交差点 - 羽鳥駅西口）

## 地理

### 通過する自治体
- 茨城県小美玉市

### 交差する道路
- 茨城県道278号竹ノ内羽鳥停車場線（小美玉市羽鳥）
- 国道355号（小美玉市羽鳥）
- 茨城県道52号石岡城里線（小美玉市江戸）

### 沿線
- JR 羽鳥駅